# Cinta Damai (Tapung Hilir)
Cinta Damai is een bestuurslaag in het regentschap Kampar van de provincie Riau, Indonesië. Cinta Damai telt 2074 inwoners (volkstelling 2010).